# Lifeplus
Lifeplus ist ein US-amerikanisches Unternehmen, das Nahrungsergänzungsmittel und Pflegeprodukte verkauft. Die Produkte werden mithilfe des Empfehlungsmarketings vertrieben. Verbraucherschützer kritisieren die angebotenen Nahrungsergänzungsmittel als in der Regel überflüssig. Auch das Empfehlungsmarketing wird beanstandet.

## Geschichte
Im Jahr 1992 begann der US-amerikanische Apotheker Bob Lemon, Nahrungsergänzungsmittel zu entwickeln, herzustellen und über ein Multi-Level-Marketing-Modell zu vertreiben. 1996 wurde das europäische Tochterunternehmen Lifeplus Europe Ltd. in England gegründet.
1993 begann die Großhandelskauffrau Gabi Steiner aus Baden-Württemberg nebenberuflich im Empfehlungsmarketing für ein US-amerikanisches Unternehmen zu arbeiten und wechselte 1999 zu Lifeplus und lebt heute auf Mallorca. Die Mallorca Zeitung berichtete im November 2015, dass im Vormonat mehr als 91.000 Menschen aus dem Team von Steiner Produkte im Wert von 14 Millionen Euro bei Lifeplus bestellt hätten. Steiner profitiere so von den Provisionen der unter ihr stehenden Vertriebspartner.
Die Lifeplus Itali Srl, eine Tochtergesellschaft der Lifeplus Europe Ltd., wurde 2013 in Italien gegründet und erzielte im folgenden Jahr einen Umsatz von 520.000 Euro. Das Logistikzentrum der Lifeplus Europe Ltd., das sich im Industriegebiet von St Neots nördlich von London befindet und als europäisches Zentrallager von Lifeplus dient, wurde im Oktober 2016 eröffnet.
Im Juni 2017 nahmen 15.000 Menschen in den Stuttgarter Messehallen an einem Kongress von Lifeplus teil.

## Zahlen und Fakten
Lifeplus ist ein weltweit agierendes Unternehmen mit Hauptsitz in den USA, dessen Inhaber Robert Christian ist. Die europäische Zentrale hat ihren Sitz in Cambridgeshire, England. 
2017 erzielte das Unternehmen Umsatzerlöse in Höhe von 175,8 Millionen GBP, für 2021 ist ein Umsatz von 246,25 Millionen US-Dollar gemeldet.

## Produkte und Märkte
Lifeplus vertreibt Nahrungsergänzungsmittel wie Multivitaminpillen, Protein-Shakes, Omega-3-Fettsäuren, Pulver zur Gewichtskontrolle, sog. Vitalstoffe und Körperpflegeprodukte über das Internet sowie durch Empfehlungsmarketing.
Innerhalb von Lifeplus entfällt der überwiegende Umsatz auf Deutschland und die Schweiz.

## Kritik
Das Internetportal „Klartext Nahrungsergänzung“ der Verbraucherzentralen kritisiert, dass die Produkte von Lifeplus im Vergleich zu anderen Nahrungsergänzungsmitteln „recht teuer“ seien, ohne dass der hohe Preis eine bessere Qualität garantiere. Gesunde Menschen mit einer ausgewogenen Ernährung bräuchten keine zusätzlichen Nahrungsergänzungsmittel, und deren Einnahme könne beispielsweise bei gleichzeitiger Medikation oder einer Überdosierung riskant sein.

### Kritik am Empfehlungsmarketing
Lifeplus nutzt Netzwerk-Marketing als Vertriebskanal, bei dem Kunden für Produktwerbung in ihrem Umfeld Provisionen erhalten. Das Portal „Klartext Nahrungsergänzung“ gibt an, dass das Einkommen proportional zur Anzahl der geworbenen Kunden steige. Die Stuttgarter Zeitung sieht das Unternehmen dadurch in einer rechtlichen Grauzone, da jeder Werbende für Lifeplus kein normaler Verbraucher, sondern auch Geschäftspartner sei. „Klartext Nahrungsergänzung“ bemängelt darüber hinaus die schwer kontrollierbaren Werbeaussagen der Berater, die gesetzlich keine Heilversprechen machen dürfen.

### Kontroverse um Fernsehberichte
Das BR Fernsehen sendete im November 2014 in der Sendung Die Kontrovers-Story einen kritischen Bericht über Lifeplus und deren Geschäft mit Nahrungsergänzungsmitteln. Lifeplus reagierte mit einer Stellungnahme, die der BR auf seiner Homepage veröffentlichte. Darin weist das Unternehmen diverse Vorwürfe bezüglich seiner Produkte und Vertriebsmethoden zurück. Die ARD sendete am 9. September 2019 eine Reportage, die ebenfalls Nahrungsergänzungsmittel und deren Vertrieb zum Thema machte. Darin wird der Vorwurf erhoben, dass Lifeplus-Vertriebspartner Produkte von Lifeplus auch zur Behandlung von Patienten mit Krebs empfehlen. Laut ARD-Sendung erklärte Lifeplus dazu: „Angebliche Produktempfehlungen für krebskranke Menschen“ seien dem Unternehmen „nicht bekannt“. Fehlverhalten von „Lifeplus-Partnern“ werde „unmittelbar entsprechend sanktioniert“.